# Boughton Aluph
Boughton Aluph is een civil parish in het bestuurlijke gebied Ashford, in het Engelse graafschap Kent met 2490 inwoners. Op het kerkhof bij de kerk is  de countertenor Alfred Deller begraven.